# Abbe Hassan
Abbe Hassan, född den 2 februari 1981 i Beirut, Libanon, är en svensk filmregissör och filmproducent.
Abbe Hassan är uppvuxen i Älvsbyn, Norrbotten, han flyttade söderut vid 18 års ålder för att studera film.
2016 producerade Abbe Hassan långfilmen Måste gitt.  År 2023 invigdes Göteborg Film Festival Abbe Hassans långfilm Exodus.

## Filmografi i urval
- Blåljus, regissör - 2004
- Cedra, regissör - 2007
- Men, regissör - 2012
- Måste gitt, producent - 2016
- Guld, regissör - 2017
- Måste gitt-serien regissör, skådespelare - 2020[8]
- Exodus, regissör 2023